# Gaston Boissier
Marie Louis Antoine Gaston Boissier, född 15 augusti 1823, död 10 juni 1908, var en fransk filolog och historiker.
Boissier var läroverkslärare i Nîmes och i Paris vid Lycée Charlemange. Han blev därefter lärare vid École normale supérieure och 1857 professor i romersk vältalighet och litteratur vid Collège de France, vars chef han blev 1892. År 1876 invaldes Boissier i Franska akademien och 1886 i Académie des inscriptions.
Den mest kända av hans skrifter är Cicéron et ses amis (1865, svensk översättning "Cicero och hans vänner'", 1915-16). Dessutom märks La religion romaine d'Auguste aux Antonins (1874), Promenades archéologiques. Rome et Pompéi (1880), La fin du paganisme (1891) samt La conjuration de Catiline (1905).